# Diplodiscus decumbens
Diplodiscus decumbens är en malvaväxtart som beskrevs av André Joseph Guillaume Henri Kostermans. Diplodiscus decumbens ingår i släktet Diplodiscus och familjen malvaväxter. Inga underarter finns listade i Catalogue of Life.